# 1930 у літературі

## Книги
- «Убивство в будинку вікарія» — роман Агати Крісті.
- «42-а паралель» — роман Джона Дос Пассоса.
- «В свою останню годину» — роман Вільяма Фолкнера.
- «Нарцис і Гольдмунд» — роман Германа Гессе.
- «Захист Лужина» — роман Володимира Набокова.
- «Останні і перші люди» — науково-фантастичний роман Олафа Стейплдона.
- «Невеличка драма» — роман Валер'яна Підмогильного.

## П'єси
- «Людський голос» (фр. La Voix humaine) — п'єса Жана Кокто.

## Поезія
- «Земля й залізо» — збірка віршів Євгена Маланюка.
- «Скелька» — роман у віршах Івана Багряного.

## Нагороди
- Нобелівську премію з літератури отримав американський письменник Сінклер Льюїс.

## Народились
- 23 лютого — Єф Герартс, бельгійський (фламандський) письменник (помер у 2015).
- 18 березня — Ектор Б'янчотті, аргентинський і французький письменник італійського походження (помер у 2012).
- 26 березня — Ґреґорі Корсо, американський поет (помер у 2001).
- 1 квітня — Аста Сігурдардоттір, ісландська письменниця (померла у 1971).
- 15 липня — Жак Дерріда, французький філософ, літературний критик (помер у 2004).
- 15 грудня — Една О'Браєн, ірландська письменниця, драматург.

## Померли
- 2 березня — Девід Герберт Лоуренс, англійський романіст, поет (народився в 1885).
- 12 березня — Алоїс Їрасек, чеський письменник (народився в 1851).
- 14 квітня — Володимир Маяковський, російський поет (народився в 1893).
- 7 липня — Артур Конан Дойл, шотландський письменник (народився в 1859).